# Chevalier au cygne

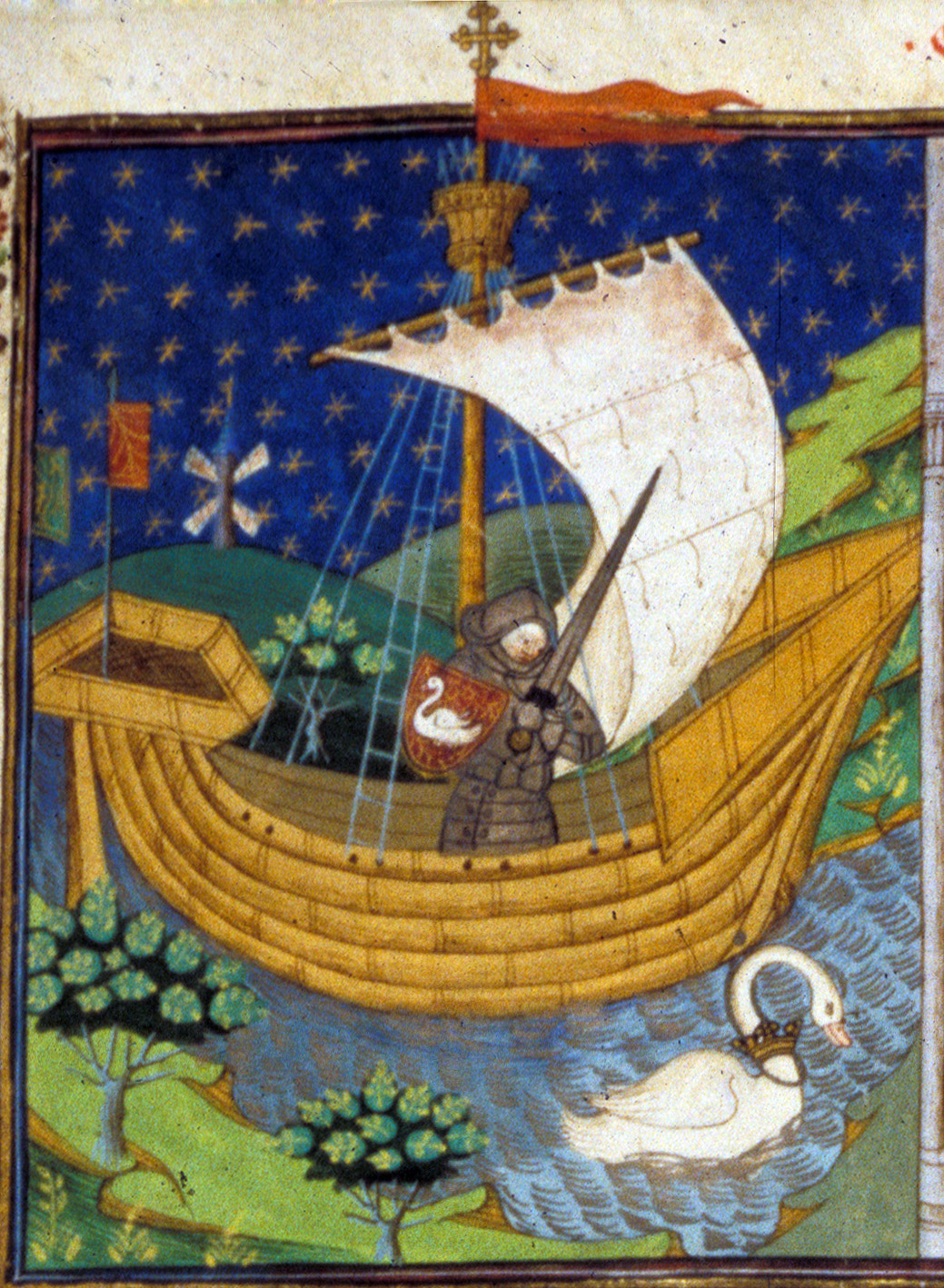
Le chevalier au cygne dans sa nef remorquée par un cygne, enluminure réalisée par le Maître de Talbot, Talbot Shrewsbury Book, vers 1444-1445.

Le chevalier au cygne est un personnage légendaire médiéval de l'Europe occidentale, attesté dès le XIIe siècle. Dans la version la plus condensée de l’histoire, un inconnu en armes aborde sur un rivage dans une barque remorquée par un cygne. L'inconnu fait preuve de vaillance et obtient en récompense un fief et une épouse, avec qui il a des enfants. Un jour, le cygne réapparaît : l’inconnu saute dans la barque qui est aussitôt entraînée au large par l’oiseau et disparaît comme il était venu.
Cette légende a connu de nombreux développements en Europe entre le XIIe et le XVIe siècle. Les chansons de geste du cycle de la croisade, en particulier la chanson d’Antioche et la chanson de Jérusalem, font du chevalier au cygne l’ancêtre de Godefroy de Bouillon, un thème qui sera développé dans les œuvres plus tardives du cycle, la Naissance du Chevalier au Cygne, le Chevalier au Cygne et la Fin d'Elias.
Dans Parzival, Wolfram von Eschenbach fait pour sa part du chevalier au cygne le fils de son héros éponyme, Lohengrin et le rattache à la tradition du Graal. Cette version inspirera au XIXe siècle à Richard Wagner son célèbre opéra Lohengrin.

## Histoire

### Premières attestations
La légende du chevalier au cygne est attestée en Europe occidentale dès le dernier tiers du XIIe siècle.
Le plus ancien témoignage connu se trouve dans une lettre du clerc Gui de Bazoches, écrite entre 1175 et 1180.
Parmi les premières attestations, le récit le plus détaillé se trouve chez le cistercien Geoffroy d'Auxerre, dans un passage du quinzième sermon de son Commentaire sur l’Apocalypse, écrit entre 1187 et 1188 et révisé entre 1189 et 1194 :
« 
Dans le diocèse de Cologne, se dresse au-dessus du Rhin un palais immense et fameux que l’on nomme Nimègue. C'est là que jadis, à ce que l'on dit, en présence de nombreux princes et de l'empereur, on vit aborder sur la rive une petite barque qu’un cygne tirait par une chaîne d’argent passée à son cou : tous les spectateurs se dressèrent, stupéfaits devant ce prodige. Alors un tout jeune chevalier, inconnu de tous, sauta de la barque ; et le cygne, comme il était venu, repartit en tirant la barque par sa chaîne. Le chevalier se révéla preux au combat, de bon conseil, heureux en affaires, fidèle à ses maîtres, redoutable pour ses ennemis, plein d’amabilité pour ses compagnons et de charme pour ses amis ; il épousa une femme de noble naissance, dont la dot lui apporta la richesse et la parenté, la puissance. Enfin, après la naissance d’enfants, bien plus tard, alors qu’il se trouvait dans le même palais, il vit de loin son cygne qui revenait de la même manière, avec la barque et la chaîne. Sans attendre, il se leva précipitamment, monta dans le navire et ne reparut plus jamais. Mais de ses enfants sont nés bien des nobles et son lignage a survécu et s’est développé jusqu’à nos jours.
 »
— Geoffroi d'Auxerre, Commentaire sur l’Apocalypse
La version de Geoffroy d'Auxerre sera plus tard reprise par Hélinand de Froidmont (vers 1200), puis par Vincent de Beauvais (vers 1250),.
Un passage de Guillaume de Tyr, dans sa chronique consacrée aux croisades et à l'histoire du royaume latin de Jérusalem écrite entre 1170 et 1184, prouve que la légende du chevalier au cygne était associée dès cette époque à la figure de Godefroy de Bouillon et de ses frères :

« J'omets avec intention la fable du cygne, rapportée cependant dans un grand nombre de récits et qui a fait dire vulgairement que les fils du comte Eustache avaient eu une naissance merveilleuse ; mais une telle assertion paraît trop contraire à toute vérité. »

## Un thème décoratif et chevaleresque

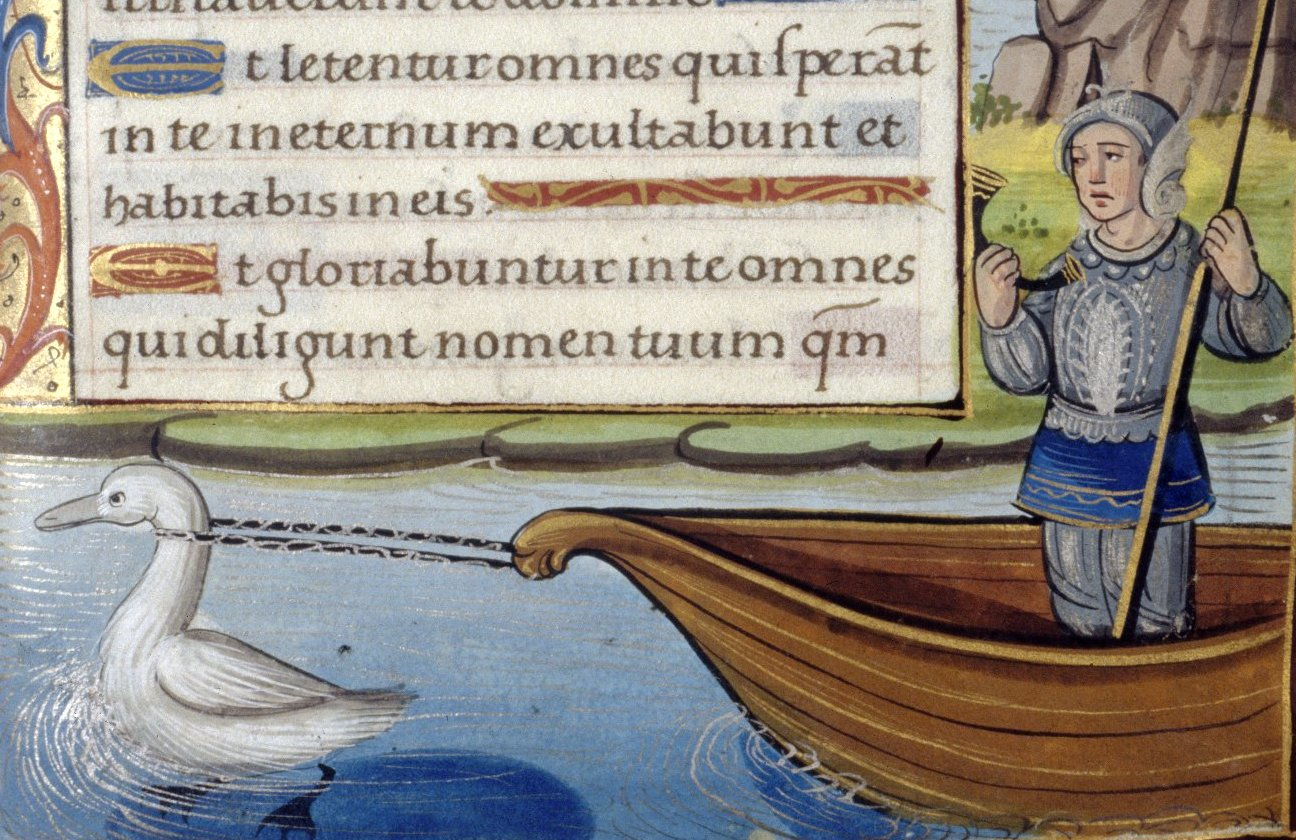
La représentation typique du chevalier au cygne : un guerrier dans un bateau tiré par un cygne (enluminure d'un livre d'heures, vers 1481)

Le chevalier au cygne est habituellement représenté dans l'iconographie comme un homme en armure, dans une embarcation remorquée par un cygne.
La popularité de la légende du chevalier au cygne au Moyen Âge s'est traduite dans les arts décoratifs, comme en témoignent les mentions dans les inventaires et les testaments, ainsi que les très rares objets conservés. On retrouve par exemple ce thème sur l'une des cinquante miséricordes de la cathédrale d'Exeter sculptées au XIIIe siècle, sur une coupe avec sa soucoupe que possédait la reine d'Aragon Éléonore de Portugal et qui passe à sa mort (1348) à sa mère Béatrice de Castille, sur des fresques qui ornaient l'une des chambres de l'hôtel Saint-Pol, sur une tapisserie en trois pièces commandée en 1462 par le duc de Bourgogne Philippe le Bon au tapissier tournaisien Pasquier Grenier.
Le thème inspire aussi au XVe siècle les fêtes de cour. En 1454, à Lille, lors des joutes qui précèdent le Vœu du faisan, Adolphe de Clèves organise un pas d'armes où il incarne le chevalier au cygne, ancêtre mythique de la famille de Clèves. Le prix de ces joutes est un cygne d'or muni d'une chaîne d'or, à laquelle est attaché un rubis. Selon le chroniqueur Garcia de Resende, lors des festivités qui ont lieu à Evora en 1490 en l'honneur des noces du prince héritier Alphonse, le roi Jean II de Portugal, père du marié, y participe sous le déguisement du chevalier au cygne.

Le chevalier au cygne dans les arts décoratifs à la fin du Moyen Âge
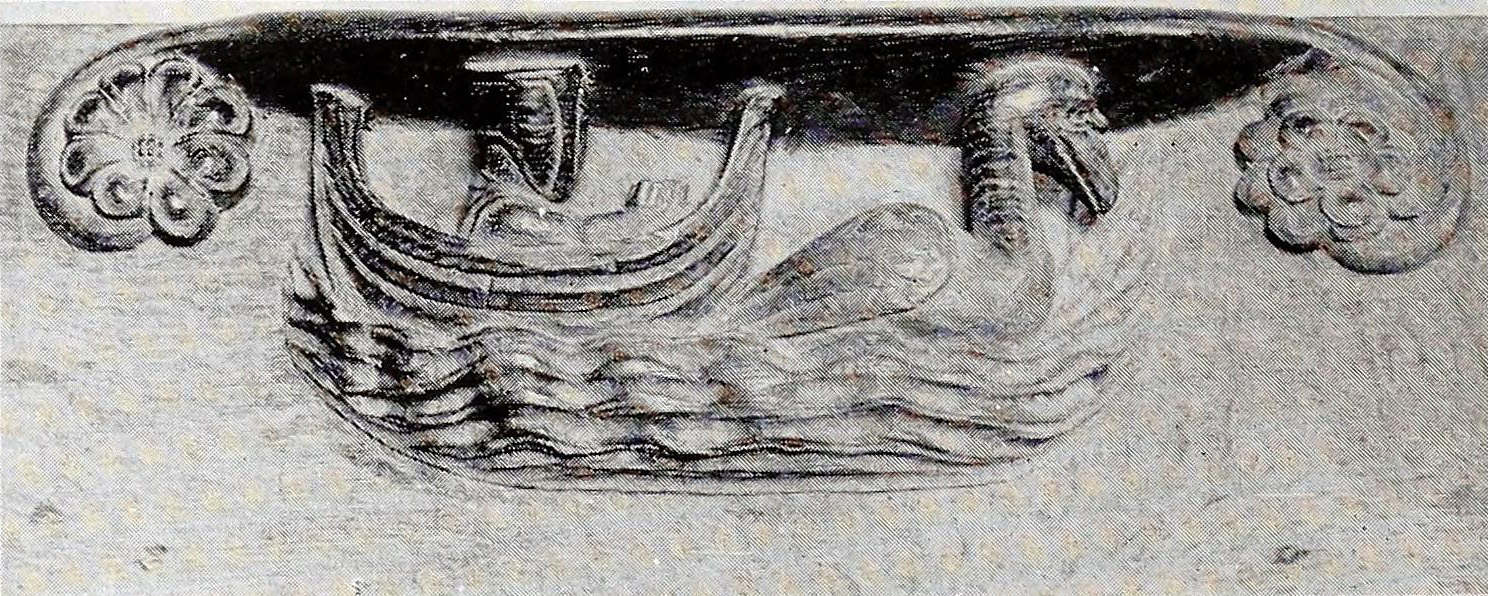
Miséricorde, cathédrale d'Exeter, XIIIe siècle
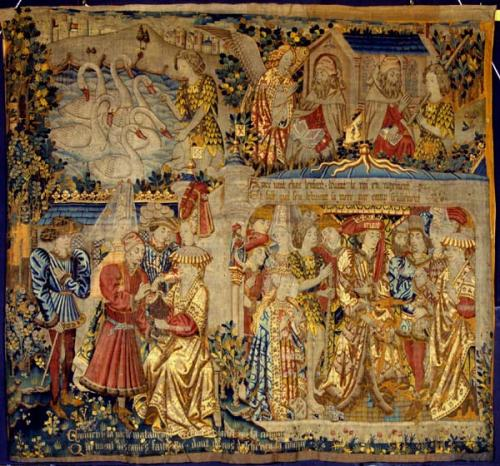
Atelier de Pasquier Grenier, Tapisserie du chevalier au cygne, Tournai, vers 1460
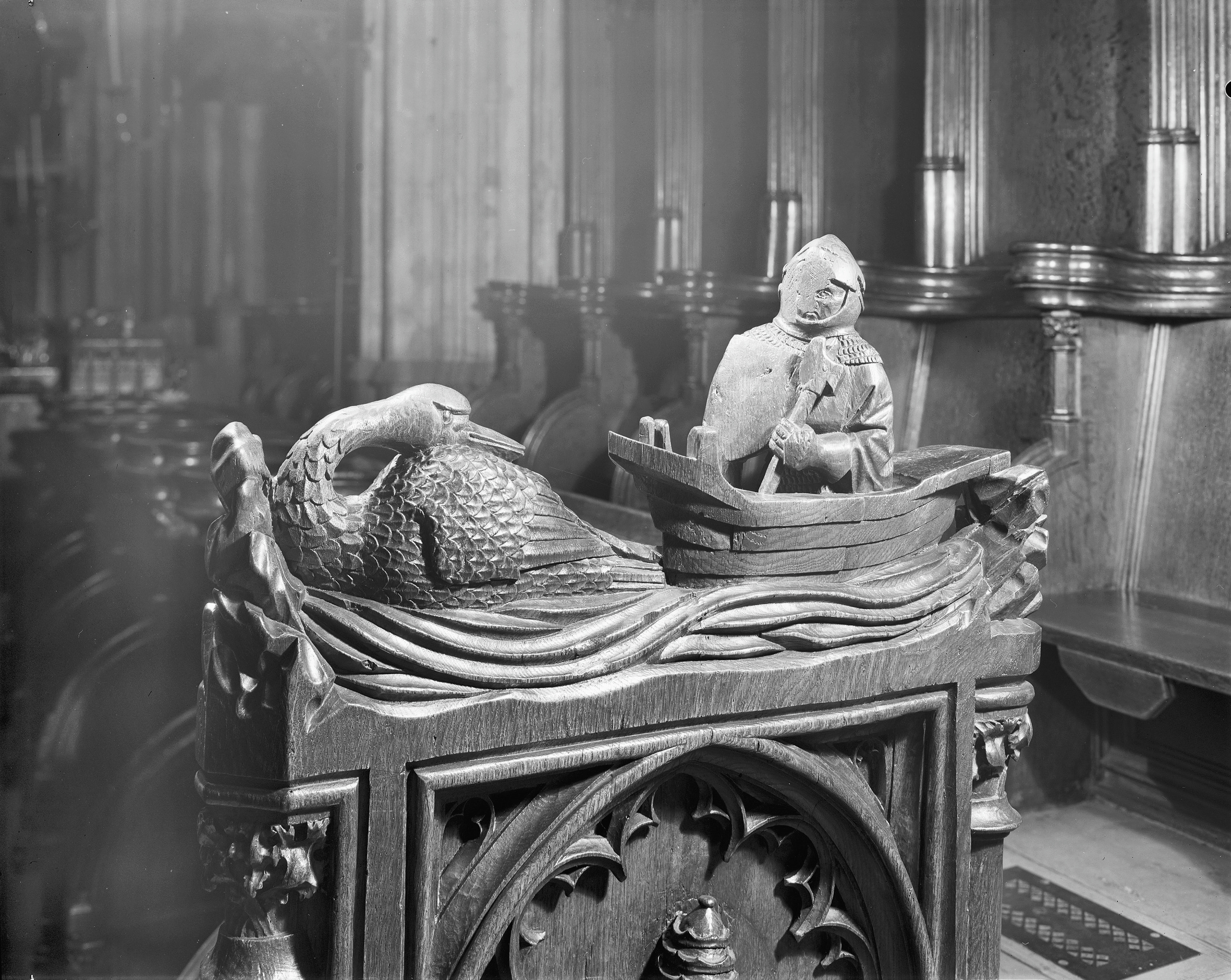
Stalle de cloître, cathédrale de Bois-le-Duc, XVe siècle